# Andrés Scotti
Andrés Scotti Ponce de León (Montevideo, 14 de diciembre de 1975) es un exfutbolista uruguayo. Jugaba como defensor y su último club fue Defensor Sporting de Uruguay. Formó parte de la selección uruguaya de fútbol, donde fue cuarta en el Mundial Sudáfrica 2010 y campeona de la Copa América 2011.

## Características de juego
Diestro, de excelente juego aéreo y potente remate, Scotti fue un zaguero central, pero podía jugar en cualquier lugar de la defensa. Era un jugador polifuncional. Tenía como fuerte el juego aéreo, tanto ofensivo como defensivo, un largo saque de banda (punto de penal) y una excelente pegada, ya sea en disparos al arco como en pases largos, los cuales eran muy precisos. Entre los atributos de su juego se destacó el tener una gran resistencia física, una llamativa calma cuando se encontraba bajo presión y por ser un marcador implacable. Y también sabía ordenar muy bien a la defensa.

## Carrera futbolística
Comenzó su carrera en el interior de su país, en el departamento de Flores. En 1993 se inició como profesional en el Club Atlético Independiente de Trinidad, capital de dicho departamento, donde también supo formar parte de la selección departamental.
En 1997 regresó a la capital para defender al equipo de Central Español, donde jugó por un corto período de tres meses y posteriormente pasó al Montevideo Wanderers.
En 1998 tuvo la oportunidad de emigrar al exterior del país, teniendo un gran paso por la Primera División de Chile, donde militó en Huachipato, equipo en el que permaneció dos años. Luego partió hacia México para disputar la Primera División de México, donde tuvo paso por dos equipos: el Necaxa, club el cual ganó la Copa de Campeones de la CONCACAF en 1999 y en el 2000 disputó la Copa Mundial de Clubes de la FIFA en Brasil, donde llegaron al tercer puesto por encima de equipos como el Real Madrid y el Manchester United; y por el Puebla, equipo en el que comenzó a jugar en el puesto de zaguero (en sus inicios como futbolista llegó a jugar en la posición de volante de marca y/o contención).
En 2001 decidió regresar al país para nuevamente defender al Montevideo Wanderers, donde supo realizar un gran campeonato clasificando a la Copa Libertadores de América tras haber ganado la liguilla de los cuatro equipos mejores colocados del Campeonato Uruguayo.
En el 2002 fue transferido por primera vez a un equipo grande de Uruguay, el Club Nacional de Football (equipo del cual es hincha), donde fue aceptado rápidamente por la hinchada tras haber marcado dos goles en su debut y en donde se consagró al haber obtenido el Torneo Apertura y el Campeonato Uruguayo, marcando un gol en la primera final. Cabe destacar que fue el jugador que más partidos disputó (33) al igual que el arquero Gustavo Munúa, más todos los partidos jugados en Copa Libertadores (10), marcando un gol frente al Morelia.
Desde el año 2003 hasta el 2006 volvió a irse al exterior, cuando fue a jugar a la Premier League de Rusia, para defender al Rubin Kazán, equipo recién ascendido, en el cual consiguió varios logros, tras haber clasificado dos de los cuatro años a la Copa UEFA (2003 y 2005) y siendo premiado en el primer año mejor defensa extranjero del campeonato, además de ser el jugador con más partidos disputados.
Desde comienzos del 2007 defiende al club Argentinos Juniors, donde en esa instancia se veía obligado a sumar la mayor cantidad de puntos para poder escapar de la zona del descenso. En el Clausura 2007 se pudo salvar de la promoción, realizando un buen campeonato. En el Apertura 2007 han conseguido realizar una de las mejores campañas en torneos cortos del Campeonato Argentino, alcanzando los 31 puntos. 
Desde un principio, el principal objetivo fue alejarse de la zona del descenso, lo cual se concretó con éxito; hasta el punto de haber logrado, con una reiterada gran actuación en el Clausura 2008, la clasificación a la Copa Sudamericana 2008 como quinto equipo con mejor puntaje en la temporada 2007/2008, por detrás de Estudiantes de La Plata (2.º) y San Lorenzo (4.º), y de Boca Juniors (1.º) y River Plate (3.º) igualmente invitados. 
No obstante, luego de una floja temporada 2008/2009 en el Campeonato Argentino, en el Apertura 2009, alcanzando los 32 puntos logran superar la marca de puntos obtenidos en el Apertura 2007, siendo así la mejor campaña en tornes cortos hasta el momento.
El 31 de diciembre de 2009 llegó a un acuerdo con el club chileno Colo-Colo (Campeón del Clausura 2009) y tras pasar los exámenes físicos firmó por dos temporadas. Actualmente, desde la llegada de Américo Rubén Gallego a la dirección técnica del club, fue designado capitán del equipo durante el Apertura 2011.
En diciembre de 2011 pone fin a su paso por Colo Colo, regresando a su país para volver a vestir la camiseta del Club Nacional de Football, club el cual ya defendió en el 2002, con el que firmaría contrato por un año para jugar el Campeonato Uruguayo y la Copa Santander Libertadores.
Después de dos temporadas en Club Nacional de Football, jugó una temporada en Defensor Sporting y decidió retirarse profesionalmente del fútbol.

## Selección nacional
En la selección de Uruguay, Scotti debutó el 21 de mayo del 2006, de la mano del seleccionador Óscar Washington Tabárez que también hacía su debut, ante Irlanda del Norte en un amistoso, donde Uruguay ganó por 1 a 0. Aquí comenzó una gira de amistosos por el mundo en la cual se fue afianzando y ganó un puesto en la defensa uruguaya. Estando presente en la selección, con Uruguay jugó 34 partidos (20 victorias, 8 empates y 6 derrotas). Estuvo presente en la Copa América 2007, pero no hasta la segunda fecha, ya que contra Perú (partido que Uruguay cayó goleado por 3 a 0) padecía de una lesión en la rodilla, de la cual venía recuperándose.
El número de camiseta (19) que viste en cada equipo que defiende, no lo pudo utilizar para jugar las Eliminatorias del Mundial Sudáfrica 2010, ya que los números disponibles de vestir iban hasta el 18. Por eso para esta competición lució la camiseta número 6. Ya en el Mundial de Sudáfrica 2010, como iba hasta el 23 los números permitidos para vestir, nuevamente pudo llevar en su camiseta su característico número 19.
El 14 de octubre del 2007 debutó en las Eliminatorias hacia el Mundial de Sudáfrica 2010 frente a la selección de Bolivia en la primera fecha de dicha competición, vistiendo así por primera vez la camiseta celeste en el Estadio Centenario. Su titularidad fue puesta en duda luego de cometer un error que le costaría la derrota al conjunto celeste, en el encuentro frente a la selección de Paraguay por la segunda fecha de las Eliminatorias. De ahí en más, tuvo escasas oportunidades de vestir la casaca uruguaya.
El 12 de agosto del 2009, en la fecha FIFA frente a Argelia, tuvo la oportunidad de lucir por primera vez la cinta de capitán luego de que Diego Lugano hubiera sido sustituido en el entretiempo.
El 10 de septiembre de 2009 nuevamente se le presentó la oportunidad de jugar con Uruguay por las Eliminatorias Sudamericanas, en el partido frente a la Selección de Colombia en el Estadio Centenario, donde ingresó a los 32 minutos de juego a causa de la expulsión del entonces zaguero titular Carlos Valdez. En tal encuentro, a los 76 minutos cuando estaba empatado en uno, encontró su primer gol vistiendo la camiseta celeste, que llevó a ganar un partido difícil y a otorgar una esperanza más hacia la clasificación mundialista. En los partidos siguientes frente a Ecuador y Argentina pudo regresar a la titularidad, realizando una prolija tarea. No pudo estar presente en el primer partido de la Repesca debido a la suspensión por una segunda tarjeta amarilla recibida frente a Argentina. Pero el 18 de noviembre, volvió a ser titular en el encuentro de vuelta de la última instancia de clasificación, realizando una enorme tarea hasta que en el minuto 70, tras una gran combinación colectiva por la banda derecha, levanta un centro que fue a parar a la cabeza del recién ingresado Sebastián Abreu para que este marcara el gol que prácticamente colocaba a Uruguay dentro del Mundial. Tras esa jugada se tuvo que retirar lesionado a causa de una molestia muscular; en su lugar ingresó Mauricio Victorino.
Andrés Scotti sabe bien el significado de la frase “más vale tarde que nunca”, ya que tenía 30 años de edad y 10 de carrera cuando le llegó su primera oportunidad en la selección absoluta de Uruguay. En el 2010, cuatro años después de aquella convocatoria de Óscar Tabárez para el amistoso ante Irlanda del Norte en mayo de 2006, se da el gran gusto de disputar su primera fase final de una Copa Mundial de la FIFA.
El 22 de junio de 2010 tuvo su esperado debut mundialista, frente al seleccionado de México al ingresar a los 77 minutos por el lesionado Álvaro Pereira.
Volvió a jugar en el histórico partido Uruguay-Ghana, ingresando a los 38 minutos del primer tiempo, sustituyendo al lesionado capitán Diego Lugano y haciendo una tarea impecable y además haciendo un gol en la definición por penales.
Un año después fue convocado a la Copa América 2011, jugando el partido de cuartos de final contra Argentina, ingresando a los 19 minutos del primer tiempo por el lesionado Mauricio Victorino, y haciendo un gol en la definición por penales e hizo un buen partido.
El 12 de mayo de 2014 el entrenador de la selección uruguaya, Óscar Washington Tabárez, incluyó a Scotti en la lista provisional de 28 jugadores con los que inició la preparación para el Copa Mundial de Fútbol de 2014. Finalmente, no apareció en la lista definitiva de 23 jugadores que jugaron el mundial.

### Detalles de sus participaciones
| Fecha                    | Competición                              | Rival               | Resultado | Ciudad        | Acciones                                                           |
| ------------------------ | ---------------------------------------- | ------------------- | --------- | ------------- | ------------------------------------------------------------------ |
| 16 de julio de 2011      | Copa América Argentina 2011              | Argentina           | 1:1       | Santa Fe      | Ingresó a los 19' (1-1 parcial); Gol en definición por penales     |
| 29 de marzo de 2011      | Amistoso                                 | Irlanda             | 3:2       | Dublín        | Ingresó a los 90' (3-2 parcial)                                    |
| 25 de marzo de 2011      | Amistoso                                 | Estonia             | 0:2       | Tallin        | Ingresó a los 68' (0-2 parcial)                                    |
| 8 de octubre de 2010     | Amistoso                                 | Indonesia           | 7:1       | Yakarta       | Ingresó a los 45' (2-1 parcial)                                    |
| 11 de agosto de 2010     | Amistoso                                 | Angola              | 2:0       | Lisboa        |                                                                    |
| 2 de julio de 2010       | Mundial Sudáfrica 2010                   | Ghana               | 1:1       | Johannesburgo | Ingresó a los 38' (0-0 parcial); Gol en definición por penales     |
| 22 de junio de 2010      | Mundial Sudáfrica 2010                   | México              | 1:0       | Rustenburg    | Ingresó a los 77' (1-0 parcial)                                    |
| 26 de mayo de 2010       | Amistoso                                 | Israel              | 4:1       | Montevideo    |                                                                    |
| 3 de marzo de 2010       | Amistoso                                 | Suiza               | 3:1       | Saint Gall    |                                                                    |
| 18 de noviembre de 2009  | Repesca Conmebol/Concacaf Sudáfrica 2010 | Costa Rica          | 1:1       | Montevideo    | Asistencia a los 70'; Se retiró a los 72' por lesión (1-0 parcial) |
| 14 de octubre de 2009    | Eliminatorias Sudáfrica 2010             | Argentina           | 0:1       | Montevideo    |                                                                    |
| 10 de octubre de 2009    | Eliminatorias Sudáfrica 2010             | Ecuador             | 2:1       | Quito         |                                                                    |
| 10 de septiembre de 2009 | Eliminatorias Sudáfrica 2010             | Colombia            | 3:1       | Montevideo    | Ingresó a los 32' (1-0 parcial); Gol a los 76' (2-1 parcial)       |
| 12 de agosto de 2009     | Amistoso                                 | Argelia             | 0:1       | Argel         | Ingresó a los 46' (0-0 parcial)                                    |
| 14 de octubre de 2008    | Eliminatorias Sudáfrica 2010             | Bolivia             | 2:2       | La Paz        |                                                                    |
| 6 de septiembre de 2008  | Eliminatorias Sudáfrica 2010             | Colombia            | 1:0       | Bogotá        | Ingresó a los 90' (1-0 parcial)                                    |
| 18 de noviembre de 2007  | Eliminatorias Sudáfrica 2010             | Chile               | 2:2       | Montevideo    |                                                                    |
| 17 de octubre de 2007    | Eliminatorias Sudáfrica 2010             | Paraguay            | 0:1       | Asunción      |                                                                    |
| 14 de octubre de 2007    | Eliminatorias Sudáfrica 2010             | Bolivia             | 5:0       | Montevideo    |                                                                    |
| 14 de julio de 2007      | Copa América Venezuela 2007              | México              | 1:3       | Caracas       |                                                                    |
| 10 de julio de 2007      | Copa América Venezuela 2007              | Brasil              | 2:2       | Maracaibo     | Gol en definición por penales                                      |
| 7 de julio de 2007       | Copa América Venezuela 2007              | Venezuela           | 4:1       | San Cristóbal | 1 Asistencia                                                       |
| 3 de julio de 2007       | Copa América Venezuela 2007              | Venezuela           | 0:0       | Mérida        |                                                                    |
| 30 de junio de 2007      | Copa América Venezuela 2007              | Bolivia             | 1:0       | San Cristóbal |                                                                    |
| 2 de junio de 2007       | Amistoso                                 | Australia           | 2:1       | Sídney        |                                                                    |
| 7 de febrero de 2007     | Amistoso                                 | Colombia            | 3:1       | Cúcuta        |                                                                    |
| 15 de noviembre de 2006  | Amistoso                                 | Georgia             | 0:2       | Tiflis        |                                                                    |
| 16 de agosto de 2006     | Amistoso                                 | Egipto              | 2:0       | Alejandría    | 2 asistencias                                                      |
| 2 de junio de 2006       | Amistoso (Final Copa LG)                 | Túnez               | 0:0       | Túnez         | Gol en definición por penales                                      |
| 30 de mayo de 2006       | Amistoso (Copa LG)                       | Libia               | 2:1       | Túnez         |                                                                    |
| 27 de mayo de 2006       | Amistoso                                 | Serbia y Montenegro | 1:1       | Belgrado      |                                                                    |
| 24 de mayo de 2006       | Amistoso                                 | Rumania             | 2:0       | Los Ángeles   |                                                                    |
| 21 de mayo de 2006       | Amistoso                                 | Irlanda del Norte   | 1:0       | Nueva Jersey  |                                                                    |

### Participaciones en Copas del Mundo
| Mundial                        | Sede      | Resultado    | PJ | Goles |
| ------------------------------ | --------- | ------------ | -- | ----- |
| Copa Mundial de Fútbol de 2010 | Sudáfrica | Cuarto lugar | 2  | 0     |

### Participaciones en Copas FIFA Confederaciones
| Copa                           | Sede   | Resultado    |
| ------------------------------ | ------ | ------------ |
| Copa FIFA Confederaciones 2013 | Brasil | Cuarto lugar |

### Estadísticas
| Año   | PJ | PG | PE | PP |
| ----- | -- | -- | -- | -- |
| 2006  | 7  | 4  | 2  | 1  |
| 2007  | 10 | 5  | 3  | 2  |
| 2008  | 2  | 1  | 1  | 0  |
| 2009  | 5  | 3  | 0  | 2  |
| 2010  | 6  | 5  | 1  | 0  |
| 2011  | 4  | 2  | 1  | 1  |
| 2012  | 4  |    |    |    |
| 2013  | 3  | 0  | 0  | 0  |
| 2014  | 0  | 0  | 0  | 0  |
| TOTAL | 41 | 20 | 8  | 6  |

| Año         | Competición                 | Partidos Jugados | Goles |
| ----------- | --------------------------- | ---------------- | ----- |
| 2006 - 2011 | Amistosos                   | 17               | 0     |
| 2007        | Copa América Venezuela 2007 | 5                | 0     |
| 2007 - 2009 | Eliminatorias Mundial       | 9                | 1     |
| 2010        | Mundial Sudáfrica 2010      | 2                | 0     |
| 2011        | Copa América Argentina 2011 | 1                | 0     |
| TOTAL       |                             | 34               | 1     |

## Clubes[4]
| Club                     | País      | Año         |
| ------------------------ | --------- | ----------- |
| Independiente (Trinidad) | Uruguay   | 1993 - 1996 |
| Central Español          | Uruguay   | 1997        |
| Montevideo Wanderers     | Uruguay   | 1997        |
| Huachipato               | Chile     | 1998 - 1999 |
| Necaxa                   | México    | 2000        |
| Puebla                   | México    | 2000        |
| Montevideo Wanderers     | Uruguay   | 2001        |
| Nacional                 | Uruguay   | 2002        |
| Rubin Kazán              | Rusia     | 2003 - 2006 |
| Argentinos Juniors       | Argentina | 2007 - 2009 |
| Colo-Colo                | Chile     | 2010 - 2011 |
| Nacional                 | Uruguay   | 2012 - 2014 |
| Defensor Sporting        | Uruguay   | 2014 - 2015 |

### Estadísticas

#### Ligas
| Temporada | Club                                   | País      | Competición                   | Partidos Jugados | Goles |
| --------- | -------------------------------------- | --------- | ----------------------------- | ---------------- | ----- |
| 1997      | Montevideo Wanderers Fútbol Club       | Uruguay   | Primera División de Uruguay   | 12               | 1     |
| 1998      | Club Deportivo Huachipato              | Chile     | Primera División de Chile     | 27               | 4     |
| 1999      | Club Deportivo Huachipato              | Chile     | Primera División de Chile     | 25               | 2     |
| 2000      | Club Necaxa                            | México    | Primera División de México    | 34               | 4     |
| 2000      | Puebla Fútbol Club                     | México    | Primera División de México    | 17               | 0     |
| 2001      | Montevideo Wanderers Fútbol Club       | Uruguay   | Primera División de Uruguay   | 38               | 3     |
| 2002      | Club Nacional de Football              | Uruguay   | Primera División de Uruguay   | 33               | 5     |
| 2003      | FC Rubín Kazán                         | Rusia     | Premier League de Rusia       | 28               | 4     |
| 2004      | FC Rubín Kazán                         | Rusia     | Premier League de Rusia       | 23               | 0     |
| 2005      | FC Rubín Kazán                         | Rusia     | Premier League de Rusia       | 29               | 5     |
| 2006      | FC Rubín Kazán                         | Rusia     | Premier League de Rusia       | 29               | 3     |
| 2007      | Asociación Atlética Argentinos Juniors | Argentina | Primera División de Argentina | 31               | 0     |
| 2008      | Asociación Atlética Argentinos Juniors | Argentina | Primera División de Argentina | 33               | 2     |
| 2009      | Asociación Atlética Argentinos Juniors | Argentina | Primera División de Argentina | 28               | 1     |
| 2010      | Club Social y Deportivo Colo-Colo      | Chile     | Primera División de Chile     | 20               | 2     |
| 2011      | Club Social y Deportivo Colo-Colo      | Chile     | Primera División de Chile     | 22               | 4     |
| TOTAL     |                                        |           |                               | 429              | 40    |

#### Copas
| Temporada | Club                                   | País      | Competición                  | Partidos Jugados | Goles |
| --------- | -------------------------------------- | --------- | ---------------------------- | ---------------- | ----- |
| 2002      | Club Nacional de Football              | Uruguay   | Copa Libertadores de América | 10               | 1     |
| 2002      | Club Nacional de Football              | Uruguay   | Copa Sudamericana            | 6                | 0     |
| 2004      | FC Rubín Kazán                         | Rusia     | Fase Preliminar Copa UEFA    | 2                | 0     |
| 2006      | FC Rubín Kazán                         | Rusia     | Fase Preliminar Copa UEFA    | 4                | 0     |
| 2008      | Asociación Atlética Argentinos Juniors | Argentina | Copa Sudamericana            | 8                | 1     |
| 2010      | Colo-Colo                              | Chile     | Copa Libertadores de América | 6                | 0     |
| 2011      | Colo-Colo                              | Chile     | Copa Libertadores de América | 5                | 1     |
| TOTAL     |                                        |           |                              | 41               | 3     |

| Clubes | Partidos Jugados | Goles |
| ------ | ---------------- | ----- |
| TOTAL  | 470              | 43    |

### General
| CARRERA            | Partidos Jugados | Goles |
| ------------------ | ---------------- | ----- |
| Selección nacional | 34               | 1     |
| Clubes             | 470              | 43    |
| TOTAL              | 504              | 44    |

## Logros

### Locales
- Independiente de Flores (1993) - Campeón Liguilla Departamental
- Independiente de Flores (1994) - Campeón Departamental
- Selección de Flores (1995-96) - Campeón del Sur (OFI)[5]

### Nacionales
- Montevideo Wanderers (2001) - Clasificación a Liguilla Pre-Libertadores
- Montevideo Wanderers (2001) - Campeón de Liguilla Pre-Libertadores y Clasificación a Copa Libertadores 2002
- Nacional (2002) - Campeón de Torneo Apertura de Uruguay
- Nacional (2002) - Campeón de Primera División de Uruguay y Clasificación a Copa Libertadores 2003
- Rubin Kazan (2003) - 3.ª posición en Premier League de Rusia y Clasificación a Copa UEFA 2004
- Rubin Kazan (2005) - 4.ª posición en Premier League de Rusia y Clasificación a Copa UEFA 2006
- Argentinos Juniors (2008) - 5.ª posición de Tabla Anual 2007/2008 en Primera División de Argentina y Clasificación a Copa Sudamericana 2008
- Colo Colo (2010) - Ganador de la primera rueda del Campeonato Nacional Petrobras 2010 y Clasificación a Copa Sudamericana 2010 y Copa Libertadores 2011
- Nacional (2011-2012) - Campeón de Primera División de Uruguay y Clasificación a Copa Libertadores 2013

### Internacionales
- Necaxa (2000) - 3.er puesto en Campeonato Mundial de Clubes de la FIFA
- Nacional (2002) - Participación en Copa Libertadores de América
- Nacional (2002) - Semifinalista en Copa Sudamericana
- Rubin Kazan (2004) - Participación en Copa UEFA
- Rubin Kazan (2005) - Campeón de Copa La Manga
- Rubin Kazan (2006) - Campeón de Copa La Manga
- Rubin Kazan (2006) - Participación en Copa UEFA
- Selección de Uruguay (2006) - Campeón Copa LG Túnez 2006
- Selección de Uruguay (2007) - 4.º puesto en Copa América Venezuela 2007
- Argentinos Juniors (2008) - Semifinalista en Copa Sudamericana
- Selección de Uruguay (2009) - Clasificación a Copa Mundial Sudáfrica 2010
- Selección de Uruguay (2010) - 4.º puesto en Copa Mundial Sudáfrica 2010
- Selección de Uruguay (2011) - Campeón de la Copa América Argentina 2011

### Distinciones individuales
- Independiente de Flores (1993) - Mejor jugador del Campeonato Departamental
- Huachipato (1998) - Mejor jugador en su posición de la Primera División de Chile
- Rubin Kazan (2003) - Nombrado mejor defensa extranjero de la Premier League de Rusia
- Rubin Kazan (2005) - Nombrado entre los mejores defensas de la Premier League de Rusia
- Rubin Kazan (2005) - Zaguero más goleador de la Premier League de Rusia (5)

## Otras actividades
En agosto de 2018, Scotti fue nombrado para integrar la Comisión Interventora de la Asociación Uruguaya de Fútbol, conjuntamente con Pedro Bordaberry y Armando Castaingdebat.

## Curiosidades
- Andrés Scotti en todo club que defendió fue siempre titular y en cada uno disputó un 95% (promedio) de los partidos jugados.
- Su posición era calificada como polifuncional, ya que podía jugar en cualquier puesto de la defensa, ya sea lateral derecho o izquierdo, zaguero o líbero.
- Nunca le fue posible ir a jugar a las ligas importantes de Europa por no poder obtener la ciudadanía europea.

## Confusiones
- En el mundo del fútbol existe la confusión del zaguero con su hermano Diego, que actualmente juega en Boston River de la Primera División de Uruguay. Los dos tuvieron la casualidad de jugar en el Montevideo Wanderers y Nacional, pero curiosamente nunca coincidieron los años que jugaron; y las dos únicas veces que se enfrentaron no fueron precisamente en Uruguay, sino en Argentina en el 2008, cuando Andrés jugaba para Argentinos Juniors y Diego para Newell's Old Boys; y en Chile en el 2011, cuando Andrés jugaba para Colo-Colo y Diego para Unión Española.
- También es confundida la posición de este, ya que en algunas oportunidades se da a entender que juega como volante (por su hermano Diego) y en otras como lateral, porque en Nacional tendía a subir por el lateral derecho para lanzar los saques de banda.
- Por último, se confunde el lugar en el que nació, el cual es conocido por la prensa como Trinidad, Flores, pero su ciudad natal es Montevideo.